# Ефоріє-Норд
Ефоріє-Норд (рум. Eforie Nord) — село у повіті Констанца в Румунії. Адміністративно підпорядковане місту Ефоріє.
Село розташоване на відстані 206 км на схід від Бухареста, 12 км на південь від Констанци.

## Населення
За даними перепису населення 2002 року у селі проживали 4748 осіб.
Національний склад населення села:
| Національність   | Кількість осіб | Відсоток |
| ---------------- | -------------- | -------- |
| румуни           | 4414           | 93,0%    |
| татари           | 152            | 3,2%     |
| цигани           | 114            | 2,4%     |
| угорці           | 24             | 0,5%     |
| турки            | 19             | 0,4%     |
| росіяни-липовани | 8              | 0,2%     |
| поляки           | 5              | 0,1%     |

Рідною мовою назвали:
| Мова      | Кількість осіб | Відсоток |
| --------- | -------------- | -------- |
| румунська | 4508           | 94,9%    |
| татарська | 144            | 3,0%     |
| циганська | 43             | 0,9%     |
| угорська  | 18             | 0,4%     |
| турецька  | 14             | 0,3%     |
| російська | 8              | 0,2%     |